# Ulopeza phaeothoracica
Ulopeza phaeothoracica là một loài bướm đêm trong họ Crambidae.